# Грамматика арабского языка
Грамматика литературного арабского языка (араб. قواعد اللغة العربية‎ qawaːʕidu-l-luɣati-l-ʕarabijːati или араб. نحو عربي‎ naħwůn ʕarabi(ː)jːůn) схожа с грамматикой других семитских языков и является стандартом речи во всём арабском мире. Образцом классического арабского языка является язык Корана, ради изучения и стандартизации которого и начала зарождаться арабская грамматическая наука. По сравнению с классическим языком, в современном стандартном арабском лишь упростилась стилистика и появилась новая лексика. В свою очередь, диалекты арабского языка развили довольно много отличий: исчезли падежи имён и наклонения глагола, ограничилось использование пассивного залога и двойственного числа.

## История
Начиная с VIII века начали формироваться школы грамматики арабского языка. Первой была басрийская школа (араб. المدرسة البصرية‎), основанная в Басре Абу Амром ибн аль-Ала (ум. в 771 году). Затем в городе Куфа появилась куфийская школа (араб. المدرسة الكوفية‎), основателем которой считается Абу Джафар ар-Руаси. Позднее, в результате синтеза двух соперничавших школ, в Багдаде появилась багдадская школа (араб. المدرسة البغدادية‎), а различия между течениями исчезли окончательно.
Басрийская и куфийская школы грамматики зародились в период мусульманских завоеваний в долине рек Тигр и Евфрат, которые были колыбелью древних цивилизаций, имели пестрый состав населения и где молодая арабская культура встретилась с персидским и индийским наследием. Трудно с точностью определить разногласия между этими школами. Возможно, что истинной причиной такого раскола стала личная неприязнь между последователями той или иной школы, а не действительно научная полемика. Куфийская система была более непоследовательной по сравнению с басрийской, которая отличалась крайним пуризмом, и уделяла больше внимания непосредственно живому разговорному языку, в некоторых случаях разрешая отступление от канонов классического арабского языка. В отличие от Басры, где господствовал педантизм и не было такого разнообразия национальностей и сословий, в Куфе существовало сложное сплетение языков и, как следствие, было затруднительно сохранить чистоту классического арабского языка от чужеродного влияния. С течением времени эта грань становилась все более прозрачной, а в IV веке мусульманского летоисчисления (X век) исчезла насовсем.
В X веке в результате слияния идей басрийской и куфийской школы сформировалась багдадская школа грамматики арабского языка, хотя некоторые авторы отрицают существование багдадской школы и продолжают делить арабских языковедов на басрийцев и куфийцев. Багдадцы не были столь категоричными, как басрийцы и занимали срединную позицию между школами, перенимая должное из чужеродного влияния и не отвергая их полностью. В своих трудах багдадцы обращались и к хадисам пророка Мухаммеда, и к произведениям современных поэтов вроде Башшара и Абу Нуваса.
Кроме того, на территории мусульманской Испании, Египта и Сирии сформировались свои специфические школы в результате синтеза учений басрийцев и куфийцев.

## Корень слова
Почти из всех имён и глаголов в арабском языке можно выделить корень, состоящий из одних согласных.
Арабский корень бывает чаще всего трехбуквенным, реже — двух- или четырёхбуквенным, и ещё реже — пятибуквенным; но уже для четырёхбуквенного корня выставляется требование, чтобы он содержал хоть один из плавных согласных.
По мнению известного отечественного арабиста С. С. Майзеля, число трёхсогласных корней в современном арабском литературном языке составляет 82 % от общего числа арабского корнеслова.
В составе корня могут участвовать не какие угодно согласные: одни из них совместимы в том же корне (точнее, в той же ячейке; см. ниже: б), другие несовместимы.
Несовместимые:
1. гортанные: غ ع خ ح (при совместимости ع и ء);
2. не гортанные:

- ب и ف م
- ت и ث
- ث и س ص ض ط ظ
- ج и ف ق ك
- خ и ظ ق ك
- د и ذ
- ذ и ص ض ط ظ
- ر и ل
- ز и ض ص ظ
- س и ص ض
- ش и ض ل
- ص и ض ط ظ
- ض и ط ظ
- ط и ظ ك
- ظ и غ ق
- غ и ق ك
- ق и ك غ
- ل и ن

Эта особенность состава арабского корня несколько облегчает задачу читающему рукопись без точек; например, написание
حعڡر‎ должно быть جَعْفَر‎
Формообразование слов происходит, в основном, за счёт внутреннего структурного изменения слова — внутренняя флексия. Арабский корень состоит, как правило, из трёх (реже двух или четырёх, крайне редко из пяти) корневых согласных (радикалов), которые с помощью трансфиксов образуют всю парадигму данного корня. Например, от корня «K-T-B» с общей идеей «письма» образуются следующие слова и формы:
- كَتَبَ‎ — KäTäBä — «он писал»,
- أَكْتُبُ‎ — ʔäKTuBu — «я пишу»,
- كِتَابٌ‎ — KiTäːBůn — «книга»,
- كُتُبٌ‎ — KuTuBůn — «книги»,
- كَاتِبٌ‎ — KäːTiBůn — «писатель»,
- كُتَّابٌ‎ — KuTTäːBůn — «писатели»,
- مَكْتَبَةٌ‎ — mäKTäBätůn — «библиотека»[8].

## Местоимения

### Личные

#### Раздельные
Раздельные местоимения используются только в качестве подлежащего, именного сказуемого или приложения.
| Лицо | Лицо | Ед.ч.     | Дв.ч.          | Мн.ч.         |
| ---- | ---- | --------- | -------------- | ------------- |
| 1-е  | 1-е  | ʔänäː أَنَا | näħnu ُنَحْن      | näħnu ُنَحْن     |
| 2-е  | муж. | ʔäntä أَنْتَ | ʔäntumäː أَنْتُمَا | ʔäntům أَنْتُم   |
| 2-е  | жен. | ʔänti أَنْتِ | ʔäntumäː أَنْتُمَا | ʔäntunːä أَنْتُنَّ |
| 3-е  | муж. | huwä هُوَ   | humäː هُمَا      | hům هُم        |
| 3-е  | жен. | hijä هِيَ   | humäː هُمَا      | hunːä هُنَّ      |

#### Слитные
Слитные местоимения употребляются:
1. после имён в качестве притяжательных местоимений со значением принадлежности:  كِتَابُهُ kitäːbuhu «его книга»;
2. после глаголов в функции прямого дополнения: كَتَبْتُهُ kätäbtuhu «я написал его»;
3. с предлогами: عَلَيْهِ ʕaläi̯hi «на него», بِهِ bihi «им, с его помощью», لَنَا länäː «у нас» и т. д.;
4. с частицами إِنَّ и подобными: إنَّهُ رَجُلٌ صادِقٌ inːähu räʤulůn sˤåːdiqůn «воистину, он — правдивый человек».

Слитные местоимения 3-го лица (кроме ها) имеют варианты с кясрой (i) после слов, оканчивающихся на кясру (i) или ي. Местоимение 1-го лица используется в форме ـنِي niː после гласных, в форме ـيَّ после ي (сливаясь).
| Лицо | Лицо | Ед.ч.           | Дв.ч.              | Мн.ч.             |
| ---- | ---- | --------------- | ------------------ | ----------------- |
| 1-е  | 1-е  | -niː/-iː/-jä ـِي | -näː ـنَا           | -näː ـنَا          |
| 2-е  | муж. | -kä َـك          | -kumäː ـكُمَا        | -kům ـكُم          |
| 2-е  | жен. | -ki ِـك          | -kumäː ـكُمَا        | -kunːä ـكُنَّ        |
| 3-е  | муж. | -hu/-hi ُـه      | -humäː/-himäː ـهُمَا | -hům/-him ـهُم     |
| 3-е  | жен. | -häː ـهَا        | -humäː/-himäː ـهُمَا | -hunːä/-hinːä ـهُنَّ |

### Указательные
Указательные местоимения представляют собой комбинации с семитским указательным словом [ðaː] (ср. ивр. זה‎ [zė] «этот, это»). Арабские указательные местоимения согласуются со словом, к которому относятся, по общим правилам. По падежам они изменяются лишь в двойственном числе.
| Род  | Род          | Ед.ч.       | Дв.ч.         | Мн.ч.            |
| ---- | ------------ | ----------- | ------------- | ---------------- |
| Муж. | прямой п.    | häːðäː هٰذَا  | häːðäːni هٰذَانِ | häːʔuläːʔi هٰؤُلَاءِ |
| Муж. | косвенные п. | häːðäː هٰذَا  | häːðäi̯ni هٰذَيْنِ | häːʔuläːʔi هٰؤُلَاءِ |
| Жен. | прямой п.    | häːðihi هٰذِهِ | häːtäːni هٰتَانِ | häːʔuläːʔi هٰؤُلَاءِ |
| Жен. | косвенные п. | häːðihi هٰذِهِ | häːtäi̯ni هٰتَيْنِ | häːʔuläːʔi هٰؤُلَاءِ |

| Род  | Род          | Ед.ч.       | Дв.ч.        | Мн.ч.           |
| ---- | ------------ | ----------- | ------------ | --------------- |
| Муж. | прямой п.    | ðäːlikä ذٰلِكَ | ðäːnikä ذَانِكَ | ʔuläːʔika أُولٰئِكَ |
| Муж. | косвенные п. | ðäːlikä ذٰلِكَ | ðäi̯nika ذَيْنِكَ | ʔuläːʔika أُولٰئِكَ |
| Жен. | прямой п.    | tilkä تِلْكَ   | täːnikä تَانِكَ | ʔuläːʔika أُولٰئِكَ |
| Жен. | косвенные п. | tilkä تِلْكَ   | täi̯nika تَيْنِكَ | ʔuläːʔika أُولٰئِكَ |

### Вопросительные
К вопросительным в арабском языке относятся следующие слова: مَنْ män ‘кто?’, مَا، مَاذا mäː, mäːðäː ‘что?’, أَيْنَ ʔäi̯nä ‘где?’, كَيْفَ käi̯fä ‘как?’, مَتَى mätäː ‘когда?’, كَمْ käm ‘сколько?’, أَيٌّ äi̯jůn (жен. — أَيَّةٌ äi̯jätůn, но слово أي может употребляться для обоих родов) ‘какой, какая, какие?’. Из них по падежам изменяются только أيّ и أيّة, они также употребляются со словами в виде идафы (напр. أَيَّ كِتَابٍ تُرِيدُ ʔäi̯jä kitäːbin turiːdu ‘какую книгу ты хочешь?’, местоимение أي потеряло танвин, как первый член идафы, и получило окончание винительного падежа фатху (a), так как является прямым дополнением глагола أَرَادَ ʔäräːdä ‘хотеть’).
Слово كَمْ употребляется в нескольких контекстах: в контексте вопроса о количестве оно требует после себя имени в винительном падеже (كَمْ سَاعَةً تَنْتَظِرُ؟ käm saːʕatan täntaðˤɨru ‘сколько часов ты ждёшь?’), в контексте удивления — в родительном падеже (!كَمْ أَخٍ لَكَ käm ʔaxin läkä ‘сколько же (как же много) у тебя братьев!’), в контексте вопроса, требующего в ответе порядкового числительного, — в именительном падеже (كَمِ السَاعَةُ؟ kämi-s-saːʕatu ‘который час?’).

### Относительные
Как относительные могут употребляться и вопросительные местоимения ما، من.
| Род  | Род          | Ед.ч.         | Дв.ч.             | Мн.ч.                                  |
| ---- | ------------ | ------------- | ----------------- | -------------------------------------- |
| Муж. | прямой п.    | ʔälːäðiː أَلَّذِي | ʔälːäðäːni أَللَّذَانِ | ʔälːäðiːnä أَلَّذِينَ                       |
| Муж. | косвенные п. | ʔälːäðiː أَلَّذِي | ʔälːäðäi̯ni أَللَّذَيْنِ | ʔälːäðiːnä أَلَّذِينَ                       |
| Жен. | прямой п.    | ʔälːätiː ألَّتِي | ʔälːätäːni أَللَّتَانِ | ʔälːäːtiː, ʔälːäwäːtiː أللَاتِي، أَللَّوَاتِي |
| Жен. | косвенные п. | ʔälːätiː ألَّتِي | ʔälːätäi̯ni أَللَّتَيْنِ | ʔälːäːtiː, ʔälːäwäːtiː أللَاتِي، أَللَّوَاتِي |

## Имя
Имена в арабском языке обладают категориями рода, числа, падежа и состояния.

### Род
В арабском языке два рода: мужской и женский. Мужской род не имеет особых показателей, а к женскому роду относятся:
1. имена с окончаниями ـةٌ، ـاءُ، ـٙى, например: سَاعَةٌ «часы», ، صَحْرَاءُ «пустыня», ، كُبْرَى «величайшая»;
2. имена, обозначающие людей и животных женского пола, даже без внешних показателей женского рода, например: أُمٌّ «мать», حَامِلٌ «беременная»;
3. имена, обозначающие города, страны и народы, например: مُوسْكُو «Москва», قُرَيْشٌ «(племя) Курайш»;
4. имена, обозначающие парные органы тела, например: عَيْنٌ «глаз», أُذُنٌ «ухо».

Некоторые имена, обозначающие людей и животных мужского пола, могут также иметь окончания ـة، ـاءُ، ـٙى, например: مُسْتَشْفى «больница», عَلَّامَةٌ «великий учёный», أُسَامَةُ «Усама (мужское имя)».

### Число
В арабском языке имеется три числа имён: единственное, двойственное и множественное.
Двойственное число образуется регулярно с помощью окончания ـَانِ -äːni (при этом ة переходит в ت). Имена в двойственном числе — двухпадежные: в косвенных падежах имеют общее окончание ـَيْنِ -äi̯ni. В сопряжённом состоянии эти имена теряют последний нун.
Множественное число бывает правильное, имеющее регулярные окончания, и «ломаное» (или разбитое), образующееся с помощью внутренней флексии по многим моделям, которые следует сверять по словарю.
Имена мужского рода образуют правильное множественное число с помощью окончания ـُونَ -uːnä, которое в косвенных падежах превращается в ـِينَ -iːnä, а в сопряжённом состоянии теряет последний нун: ـُو -uː и ـِي -iː.
Имена женского рода, оканчивающиеся на ـَةٌ -ätůn, во множественном числе получают окончание ـَاتٌ -äːtůn: مَكْتَبَةٌ mäktäbätůn «библиотека» — مَكْتَبَاتٌ mäktäbäːtůn «библиотеки». Так же образуют множественное число отглагольные имена мужского рода с ة. В косвенных падежах окончание ـَاتٌ/ـَاتُ меняется, соответственно, на ـَاتٍ/ـَاتِ.
Большая часть имён в арабском языке образует «ломаное» множественное число: كِتَابٌ kitäːbůn «книга» — كُتُبٌ kutubůn «книги», مَدْرَسَةٌ mädräsätůn «школа» — مَدَارِسُ mädäːrisu «школы», كُوبٌ kuːbůn «стакан» — أَكْوَابٌ ʔäkwåːbůn «стаканы» и т. д.

### Падежи
В арабском языке имеется три падежа:
1. именительный (أَلْمَرْفُوعُ): падеж подлежащего, именного сказуемого и приложения, словарная форма; показателем именительного падежа является дамма (u) c танвином или без: كِتَابٌ kitäːbůn — أَلْكِتَابُ ʔäl-kitäːbu «книга»;
2. родительный (أَلْمَجْرُورُ): падеж предложного управления и несогласованного определения (в составе идафы); показатель родительного падежа — кясра (i) с танвином или без: مَعَ كِتَابٍ maʕa kitäːbin — مَعَ ٱلْكِتَابِ maʕa-l-kitäːbi «c книгой»; كِتَابُ طَالِبٍ kitäːbu tˁåːlibin «книга студента»;
3. винительный (أَلْمَنْصُوبُ): падеж прямого дополнения, беспредложного косвенного дополнения и обстоятельства; показателем винительного падежа является фатха (a) без других маркеров в определённом состоянии и с танвином и немым алифом в неопределённом: يَقْرَأُ كِتَابًا jåqräʔu kitäːbän — يَقْرَأُ ٱلْكِتَابَ jäqräʔu-l-kitäːbä «он читает книгу»; أَلْيَوْمَ ʔäl-jaʊ̯mä «сегодня».

Некоторые имена имеют одну форму для родительного и винительного падежей, а также не принимают танвин. Такие имена называют «двухпадежными».

### Двухпадежные имена
Двухпадежные имена (الأسماء الممنوعة من الصرف) отличаются от трёхпадежных тем, что не имеют танвина в неопределённом состоянии, в именительном падеже имеют окончание -u, а в родительном и винительном — -a. Как двухпадежные склоняются имена в двойственном числе, а также имена с целым множественным числом.
В определённом и сопряжённом состоянии двухпадежные имена изменяются как трёхпадежные, то есть с окончанием -i в родительном падеже.
К двухпадежным именам относятся следующие категории слов:
1. собирательные имена по моделям فَوَاعِلُ и فَعَائِلُ;
2. имена ломанного множественного числа по моделям فَعَالِلُ и فَعَالِيلُ;
3. прилагательные по типу أَفْعَلُ и فَعْلَانُ, например: أَوَّلُ «первый», جَوْعَانُ «голодный»;
4. большинство женских имён собственных, кроме тех, которые построены по моделям فَعْلٌ فُعْلٌ فِعْلٌ;
5. мужские имена собственные, оканчивающиеся на ـَةُ и ـَانُ, а также по типу فُعَلُ;
6. названия стран, городов, рек: دِمَشْقُ «Дамаск», دِجْلَةُ «Тигр» (река);
7. имена с некоренными окончаниеми ـَاءُ или ـَى.

### Имена скрытого склонения
У имён нескольких категорий не проявляются падежные окончания в нескольких или всех падежах.
1. имена, оканчивающиеся на алиф (ا или ى, либо на танвин ـً -an) не изменяются по падежам;
2. имена, к которым прикреплено слитное местоимение ـِي не изменяются по падежам;
3. имена, оканчивающиеся на танвин ـٍ -in не изменяются в родительном и винительном падежах; в именительном падеже и определённом состоянии всех падежей у них появляется буква ي.

### Пять имён
Следующие пять имён (в таблице) изменяются не по правилам. В сопряжённом состоянии и со слитными местоимениями их краткая гласная удлиняется. Слова ذو и فو не имеют форм с краткими гласными, так как употребляются только в идафе и с местоимениями. Наряду с ними употребляются правильные имена صَاحِبٌ и فَمٌ.
| «Пять имён»              |                      |                      |                      |
| Словарная форма          | Nom.                 | Gen.                 | Acc.                 |
| أَبٌ ʔäbůn «отец»          | أبو زيدٍ ʔäbuː zäi̯din | أبي زيدٍ ʔäbiː zäi̯din | أبا زيدٍ ʔäbäː zäi̯din |
| أَخٌ ʔäxůn «брат»          | أخو زيدٍ ʔäxuː zäi̯din | أخي زيدٍ ʔäxɨː zäi̯din | أخا زيدٍ ʔäxaː zäi̯din |
| حَمٌ ħamůn «тесть, свёкор» | حمو زيدٍ ħamuː zäi̯din | حمي زيدٍ ħamiː zäi̯din | حما زيدٍ ħamäː zäi̯din |
| فو fuː «рот»             | فو زيدٍ fuː zaydin    | في زيدٍ fiː zäi̯din    | فا زيدٍ fäː zäi̯din    |
| ذو ðuː «обладатель»      | ذو مَالٍ ðuː mäːlin    | ذي مَالٍ ðiː mäːlin    | ذا مَالٍ ðäː mäːlin    |

#### Формы слова ذو
|       |      | Sing.     | Dual.          | Pl.                         |
| ----- | ---- | --------- | -------------- | --------------------------- |
| Masc. | Nom. | ðuː ذو    | ðäwäː ذوا      | ðäwuː, uluː ذوو، أولو       |
| Masc. | Acc. | ðäː ذا    | ðäwäi̯ ذويْ      | ðäwiː, uliː ذوي، أولي       |
| Masc. | Gen. | ðiː ذِي    | ðäwäi̯ ذويْ      | ðäwiː, uliː ذوي، أولي       |
| Fem.  | Nom. | ðäːtu ذاتُ | ðäwäːtäː ذواتا | ðäwäːtu, uläːtu ذوات، أولاتُ |
| Fem.  | Acc. | ðäːtä ذاتَ | ðäwäːtiː ذواتي | ðäwäːti, uläːti ذوات، أولات |
| Fem.  | Gen. | ðäːti ذاتِ | ðäwäːtiː ذواتي | ðäwäːti, uläːti ذوات، أولات |

### Определённое состояние
Определённое состояние имён представляет собой форму без танвина. Оно употребляется в нескольких случаях: после артикля ال , после звательных частиц и т. д. Прилагательные согласуются с существительными в определённости и неопределённости.

### Сопряжённое состояние, идафа

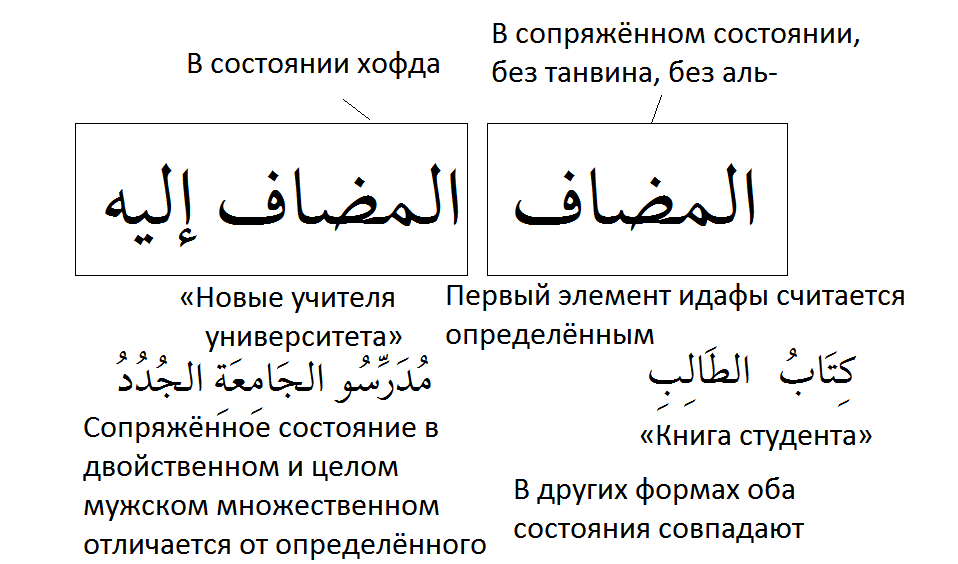
Схематичное представление правил, касающихся идафы

«Идафа» — особая конструкция в семитских языках (соответствует ивритскому смихуту). В ней первое слово стоит в так называемом сопряжённом состоянии. В арабском языке (и других семитских, в которых сохранились падежи) второе слово стоит в родительном падеже. Слова в идафе находятся в отношении «предмет владельца». Слово в сопряжённом состоянии не принимает артикль ال, но считается определённым с помощью последующего, определённость всей конструкции вычисляется по последнему слову.

### Степени сравнения «прилагательных»
Сравнительные и превосходные формы имени образуется от трехбуквенного корня по формуле:
أَفْعَلُ (мн. число: أَفْعَلُونَ или أَفَاعِلُ) для мужского рода, فُعْلَى (мн. число: فُعْلَيَاتُ) для женского рода. Например: корень ك،ب،ر, связанный с большими размерами (например, كَبُرَ быть большим) — أَكْبَرُ самый большой — كُبْرَى самая большая.
Эти формы используются в четырёх контекстах:
1. В позиции сказуемого, в неопределённом состоянии с последующим предлогом مِنْ «из, от», в форме мужского рода единственного числа. Эта форма используется при сравнении: أَخِى أَصْغَرُ مِنْ مُحَمَّدٍ «Мой брат младше, чем Мухаммад».
2. С определенным артиклем «اَلْ» в позиции определения, полностью согласуясь с главным словом: البَيْتُ الأَكْبَرُ «Самый большой дом».
3. В качестве первого члена идафы (в форме ед. ч., муж. р.), где второй член является именем неопределенного состояния (согласуется в роде и числе с определяемым либо подлежащим): الْكِتَابُ أَفْضَلُ صَدِيقٍ «Книга — лучший друг» زَيْنَبُ أَفْضَلُ صَدِيقَةٍ «Зейнаб — лучшая подруга».
4. В качестве первого члена идафы (либо в форме ед. ч. муж. р., либо согласуется в роде и числе с определяемым или подлежащим), второй член которой является именем определенного состояния (не согласуется с определяемым или подлежащим, обычно имеет форму мн. ч.): أَنْتَ أَفْضَلُ اَلنَّاسِ «Ты — лучший из людей», أَنْتُنَّ أَفْضَلُ النَّاسِ или أَنْتُنَّ فُضْلَيَاتُ النَّاسِ «Вы (жен. р.) — лучшие из людей».

### Согласование
В арабском языке определение согласуется с определяемым в определённости, роде, числе, падеже. При этом у «разумных» имён (называющих людей) во множественном числе определения имеют форму множественного числа нужного рода, а у «неразумных» (называющих животных, неодушевлённые предметы) — в форме единственного числа женского рода.

## Глаголы
Арабский язык обладает разветвлённой глагольной системой, основу которой составляют две формы, восходящие к семитским перфекту и имперфекту. Трёхбуквенный глагол имеет 15 пород, из которых активно употребляются лишь 10, четырёхбуквенный глагол имеет 4 породы, из них широко употребительны 2. Существуют несколько видов «неправильных» глаголов, у которых имеется какая-нибудь особенность в корне: совпадение 2-й и 3-й коренных букв, наличие слабых букв (و или ي) или хамзы.